# Pejácsevich Tivadar
Dr. verőczei gróf Pejácsevich Tivadar Mária (Nekcse, Verőce vármegye, 1855. szeptember 24. – Bécs, 1928. július 22.), Horvát-Szlavon-Dalmátország bánja, császári és királyi kamarás, valódi belső titkos tanácsos, a főrendiház örökös tagja, máltai lovag, a Jeruzsálemi Szent Sír rend lovagja, jogász.

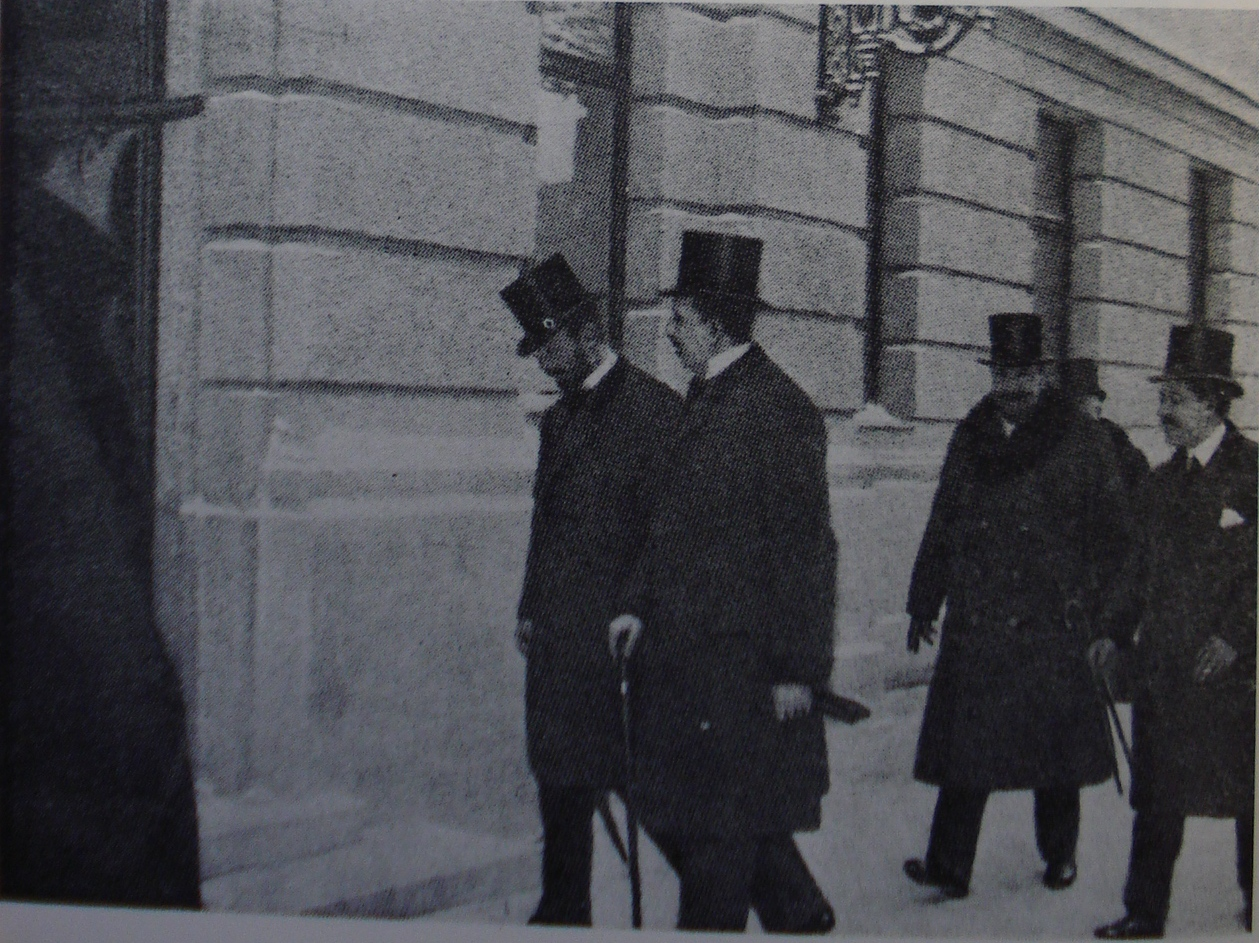
Gróf Tisza István miniszterelnök, báró Skerlecz Iván, horvát bán, és gróf Pejácsevich Tivadar volt horvát bán 1914-ben.

## Családja és származása
Az ősrégi magyar főnemesi verőczei gróf Pejácsevich család sarja. Apja verőczei gróf Pejácsevich László (1824–1901), Horvát-Szlavon-Dalmátország bánja, anyja jobaházi báró Dőry Gabriella (1830—1913) volt. Apai nagyszülei verőczei gróf Pejácsevich Ferdinánd (1800–1878), birtokos, és jobaházi Dőry Mária (1800—1880) voltak. Az anyai nagyszülei jobaházi báró Dőry Gábor (1803—1871), császári és királyi kamarás, titkos tanácsos, főispán és jobaházi Dőry Erzsébet (1806—1833) voltak.

## Élete
Középiskolai tanulmányait Budapesten végezte. Jogot Bonnban, majd Budapesten hallgatta, majd az utóbbi egyetemen avatták tudorrá. Tanulmányai befejezése után közpályára lépett előbb Eszék vármegyében segédfogalmazó, majd a zágrábi kormánynál ugyanazt a hivatalt töltötte be. Az 1880-as években két országgyűlésen keresztül a horvát országgyűlés képviselője és jegyzője volt. 1886-ban, a báni széknek Khuen-Héderváry gróf által történt elfoglalásakor, Verőce vármegye és Zimony város főispánjává nevezték ki. Ezt a méltóságot másfél évtizedig viselte. 1898-ban a király a Szent István lovagrend kis-keresztjét adományozta neki. Miután 1901-ben atyja, Pejácsevics László gróf elhunyt, Tivadar, mint egyetlen fiúörököse, átvette a nekcsei hitbizomány és a tolnamegyei zombai birtok kezelését. 1901-ben ismét választották a horvát országgyűlés képviselőjévé, és a magyar képviselőházban tevékenykedett 1903-ig. Ekkor Horvát-Szlavon-Dalmátország bánjává nevezték ki, méltóság, amelyet 1903 és 1907 között viselt. 1903-ban valódi belső titkos tanácsosi méltóságot nyert.
Bécsben, 1928. július 22.-én hunyt el.

## Házassága és gyermekei
Budapesten, 1881. január 22-én feleségül vette a kálvinista felekezetű báró vajai Vay Erzsébet Jozefa (*Alsózsolca, Borsod vármegye, 1860. október 13.–†Nekcse, Verőce vármegye, 1941. január 14.) kisasszonyt, császári és királyi palotahölgyet, akinek a szülei báró vajai Vay Béla (1829-1910), országgyűlési képviselő, Borsod vármegye főispánja, földbirtokos és széki gróf Teleki Zsófia (1836—1898) úrnő voltak. A menyasszony apai nagyszülei vajai báró Vay Lajos (1803–1888), Borsod vármegye többszörös főispánja, anyja  széki gróf Teleki Erzsébet (1812–1881) voltak. Az anyai nagyszülei széki gróf Teleki Domokos (1810–1876), a magyar országgyűlés szabadelvű követe és a Magyar Tudományos Akadémia levelező, igazgató tagja és báró losonczi Bánffy Jozefa (1810–1841) voltak. Pejacsevich Tivadar gróf és Vay Erzsébet bárónő házasságából született:
- gróf Pejácsevich Márk (1882—1923), császári és királyi kamarás, országgyűlési képviselő, máltai lovag.[6] Felesége, beniczi és micsinyei Beniczky Mária (1885—1940), császári és királyi palotahölgy.
- gróf Pejácsevich Gabriella Mária (1894—1977). Férje, Kochanovszky József (1880—1961), földbirtokos, műgyűjtő.[7]
- gróf Pejácsevich Elemér (1883—1927), cs. és kir. kamarás, követségi tanácsos. Nőtlen.
- gróf Pejácsevich Mária Theodóra (*Budapest, 1885. szeptember 10. –† München, 1923. március 5.), zongoraművész, hegedűművész, zeneszerző. Férje, lovag nemes Lumbe Ottomár (1892—1978), cs. és kir. lovaskapitány, festőművész, osztrák pénzügyminiszteri tanácsos.
- gróf Pejácsevich Erzsébet Mária (1891—1897)